# Almindelig platan
Almindelig Platan (Platanus × hispanica) er et stort, løvfældende træ med en bred, kuppelagtig vækstform. Stammen er kort og svær, og hovedgrenene er tykke og vandrette. Hårene på skud og blade kan være meget generende for mennesker, der arbejder med træet.

## Beskrivelse
Barken er først bleggrøn med løse, hvide hår. Senere bliver den rødligt brun og glat. Så bliver den grålig med gule, grønne eller hvide felter, hvor barkflager er faldet af. Gammel stammebark er gråbrun med smalle furer. Knopperne er spredte og sidder dækket af den hule bladfod. De er ægformede og brune med en let krummet spids. 
Bladene er store og håndlappede med hel rand. Oversiden er blank og friskt grøn med lidt hår langs ribberne, mens undersiden er lysegrøn med mere tæt hårdække. Den korte stilk er brun med tæt hårlag. De hunlige blomsterstande sidder på lange, gennemvoksede stilke. Derfor ligner den modne frugtstand også kuglerunde klunker. Almindelig Platan sætter ikke modent frø herhjemme.
Rodnettet består dels af en kerne af svære, dybtgående hovedrødder og dels af fint forgrenede smårødder, der ligger højt i jorden og når uden for kronens radius. 
Højde x bredde og årlig tilvækst: 35 × 20 m (50 × 30 cm/år).

## Hjemsted
Platanus × hispanica er en naturligt opstået hybrid mellem P. orientalis (hjemmehørende på Balkan) og P. occidentalis (hjemmehørende i det sydøstlige USA), efter eksemplarer af sidstnævnte blev indført til Europa. Det er uklart hvorvidt hybridiseringen er opstået i Spanien eller i England. Hybriden har været kendt i England siden sidste halvdel af 1600-tallet.
Begge forældrearter vokser langs floder og mindre vandløb på veldrænende og mineralrig bund. 
Arten kræver sommervarme.

## Sygdom
Platansygen, en svampesygdom, der kan dræbe hele træet, er på vej ind i Danmark. 
| Portal | Portal:Botanik |

## Note
1. ↑  Hull, R. (2009). "A Short Guide to the London Plane" (PDF). Hentet 5. januar 2020.